# Premonition (2007)
Premonition is een Amerikaanse film uit 2007 geregisseerd door Mennan Yapo. De hoofdrollen worden vertolkt door Sandra Bullock en Julian McMahon. De film is een remake van de Japanse film Yogen, die internationaal is uitgebracht onder de Engelse titel Premonition.

## Verhaal
Linda Hanson (Sandra Bullock) heeft een mooi huis, een man Jim (Julian McMahon) en haar dochtertjes Megan (Shyann McClure) en Bridgette (Courtney Taylor Burness) maken haar gezinsleven compleet. Ze is volmaakt gelukkig, totdat een agent aanbelt om mee te delen dat haar man gestorven is bij een auto-ongeluk.
Wanneer ze de volgende ochtend wakker wordt, volgt een grote verrassing. Jim, springlevend en kiplekker, staat rustig koffie te drinken in de keuken. Haar dochtertjes reppen met geen woord over de mededeling van hun vaders dood die Linda ze dacht gedaan te hebben. Ze denkt dat ze een erg realistische, erg nare droom heeft gehad.
Wanneer Linda die dag weer gaat slapen, ontwaakt ze in een huis vol gasten voor de begrafenis van Jim. Bridgettes gezicht zit onder de littekens en uiteindelijk wordt Linda ervoor aangezien dit gedaan te hebben en onder dwang meegenomen door Dr. Roth (Peter Stormare) en zijn verplegers. Hij spuit haar in de kliniek plat en vertelt haar dat ze morgen verder praten.
Maar wanneer Linda later haar ogen opendoet, ligt ze weer thuis in bed en is er niets aan de hand met Jim, noch met haar dochter. Er beginnen haar niettemin dingen op te vallen die ze eerder gezien heeft. Naarmate dat er dat meer en meer worden, beseft ze dat haar bewustzijn heen en weer springt in de tijd. Ze ontcijfert wanneer Jim zijn fatale ongeluk lijkt te gaan krijgen en moet voordien een hoop puzzelstukjes op zijn plaats krijgen. Haar familie en vrienden snappen ondertussen niets van haar gedrag.

## Rolverdeling
- Sandra Bullock - Linda Quinn Hanson
- Julian McMahon - Jim Hanson
- Shyann McClure - Megan Hanson
- Courtney Taylor Burness - Bridgette Hanson
- Nia Long - Annie
- Irene Ziegler - Mevr. Quinn
- Kate Nelligan - Joanne
- Marc Macaulay - Sheriff Reilly
- Amber Valletta - Claire
- Peter Stormare - Dr. Norman Roth